# 鄧林枝
鄧林枝（？—？），號透菴，湖廣漢陽府漢陽縣籍江西南昌人，明朝政治人物。

## 生平
天啓四年（1624年）甲子科湖廣鄉試第五十一名舉人，崇禎十年（1637年），登丁丑科會試第四十三名，廷試三甲第六十四名进士。刑部觀政，本年六月授應天府溧陽知縣，戊寅降調，本年为民。

## 家族
曾祖邓云凤，祖父邓仁，省祭；父邓应朝，廪生。